# Anna Schilling
Anna Schilling (* 1981 in Dudweiler, Saarland) ist eine deutsche Journalistin.

## Leben und Karriere
Von 2001 bis 2006 studierte Schilling Politikwissenschaften, Rechtswissenschaften und Anglistik an der Johannes Gutenberg-Universität Mainz. Gleichzeitig war sie von 1997 bis 2005 Freie Mitarbeiterin von ZDF.online in Mainz. Von 2003 bis 2007 war sie Reporterin und Moderatorin bei SWR3 in Baden-Baden. 2007 und 2008 absolvierte sie ein Volontariat beim Hessischen Rundfunk in Frankfurt am Main. Anschließend war sie bis 2012 als Reporterin beim Hessischen Rundfunk. Danach war sie bis 2014 Landespolitische Korrespondentin, Chefin vom Dienst und Live-Reporterin beim HR in Wiesbaden. 2012 und 2013 war sie Reporterin für ARD-aktuell in Frankfurt. 2013 und 2014 war sie Redakteurin bei heute. Anschließend war sie bis 2016 Reporterin im ZDF-Landesstudio Baden-Württemberg in Stuttgart. Im Anschluss wurde sie Programmreferentin des ZDF-Chefredakteurs und Redakteurin der Sendereihe Was nun, …?. Seit 2019 ist sie Chefin vom Dienst in der ZDF-Hauptredaktion Politik und Zeitgeschehen, Redaktion Sondersendung und Moderatorin von auslandsjournal extra. 2020 war sie Redaktionelle Leiterin der Sendung Dunja Hayali. Seit 2020 moderiert sie zusätzlich heute – in Europa.
Zum Jahr 2022 übernahm Schilling die Leitung der ZDF-Redaktion „Tagesmagazine Mainz“ und verantwortet damit die Sendungen drehscheibe und hallo deutschland.
Schilling war bis 2005 sechs Jahre mit Michael Steinbrecher liiert.